# 鈴木隆司
鈴木 隆司（すずき たかし）は、日本の眼科医師、馬主。兵庫県神戸市出身。兵庫県神戸市灘区の鈴木眼科クリニック院長を務める。川崎医科大学医学部卒。

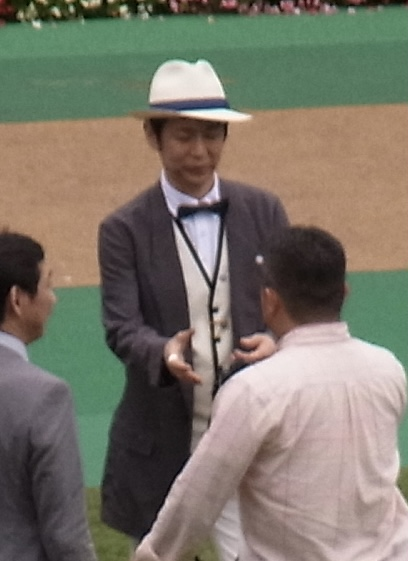
第64回安田記念パドック（2014年6月8日）

## 馬主活動

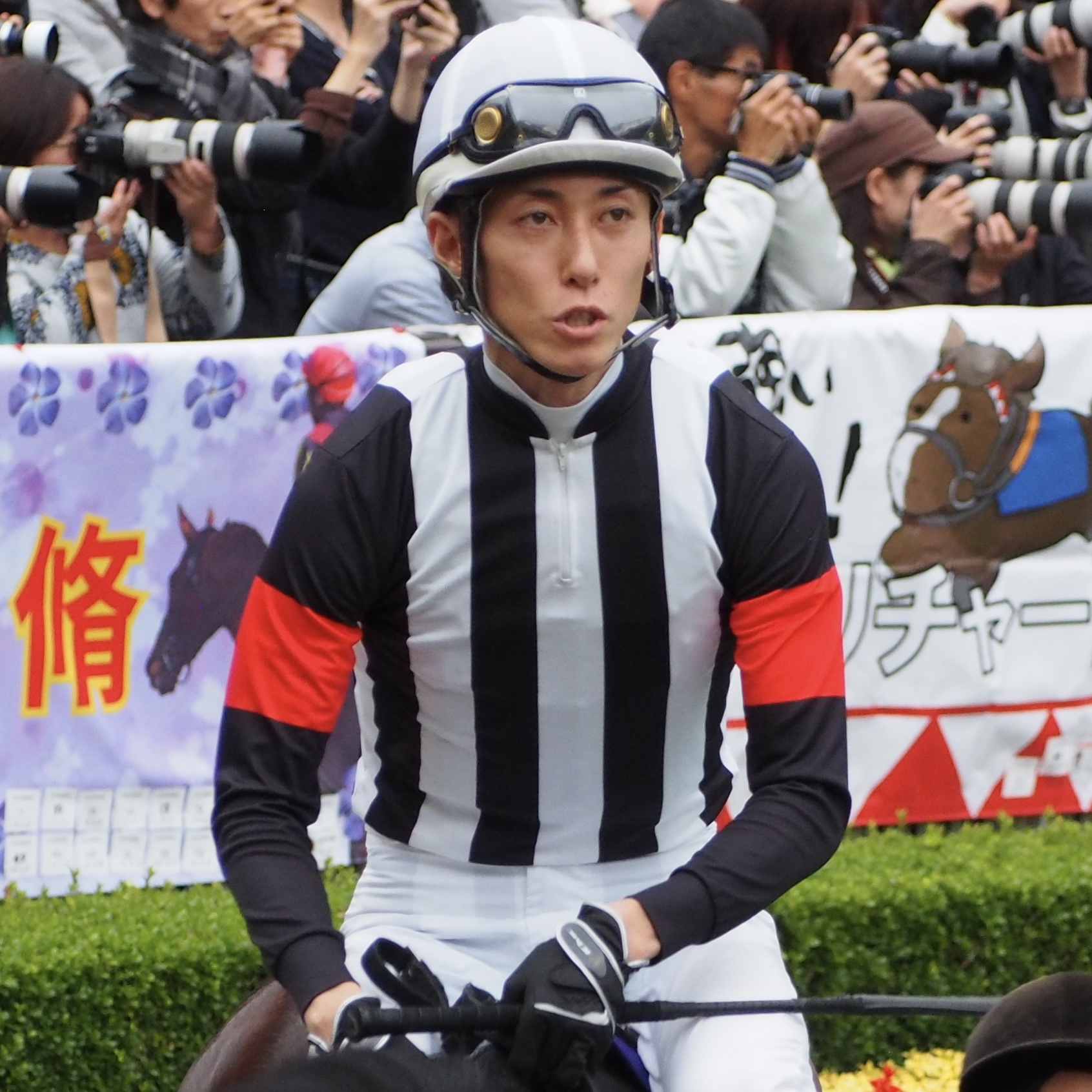
鈴木の勝負服を着用した津村明秀

日本中央競馬会（JRA）に登録する馬主としても知られる。勝負服の柄は黒、白縦縞、袖赤一本輪で、阪神タイガースとイタリアのサッカーチーム・ユベントスのユニフォームがモチーフになっているほか、「博打打ちなので白黒はっきりしたい」ということや、妻のラッキーカラーが赤であることも配色の理由であるという。冠名には娘の名前より「カレン」を用いる。
幼い頃から馬が好きで、母親に園田競馬場によく連れていってもらっていた。その後騎手を志すも、小学校6年生の時点で身長が160cm近く伸びたこともあり断念。その後馬主になろうと思い始め、そのために医師を目指したという。

### エピソード
- 鈴木の所有馬を応援する「桜馬会」があり、小学校時代の同級生が会長を務めているという[1]。
- 岡山県の病院で勤務していた1990年に結婚したが、ボーナスが出る前で結納に必要なお金が足りず、給料を同年の宝塚記念の枠連につぎ込んだ[1]。結果馬券は的中し、帯封がついた結納金を納めることができた[1]。
- 冠名の由来となっている娘は競馬には興味がないというが、鈴木の影響でファンファーレがどこの競馬場のものなのかは幼少期から把握していたという[1]。

### 来歴
- 1998年[1][3]または2000年[2] - 馬主資格取得[注 1]。
- 2000年 - 10月15日の2歳新馬をカレンカブリオールが制し、初勝利[1]。
- 2011年 - 阪神牝馬ステークスをカレンチャンが制し、重賞初制覇。さらに、この年のスプリンターズステークスを同馬が制し、GI競走初制覇[4]。なお、このレースがGI初挑戦であった[4]。

## 主な所有馬

### GI級競走優勝馬
- カレンチャン（2011年阪神牝馬ステークス、函館スプリントステークス、キーンランドカップ、スプリンターズステークス、2012年高松宮記念、スプリンターズステークス2着）
- カレンブラックヒル（2012年ニュージーランドトロフィー、NHKマイルカップ、毎日王冠、2014年ダービー卿チャレンジトロフィー、2015年小倉大賞典）

### 重賞競走優勝馬
- カレンミロティック（2013年金鯱賞、2014年宝塚記念2着、2016年天皇賞・春2着）

### その他の所有馬
- カレンブーケドール（2019年スイートピーステークス、優駿牝馬2着、秋華賞2着、ジャパンカップ2着、2020年京都記念2着、オールカマー2着、2021年日経賞2着、天皇賞・春3着）
- カレンモエ（2021年京阪杯2着、2022年オーシャンステークス2着、函館スプリントステークス2着）
- カレンシュトラウス（2022年メイステークス）